# Backhoppning i Sverige

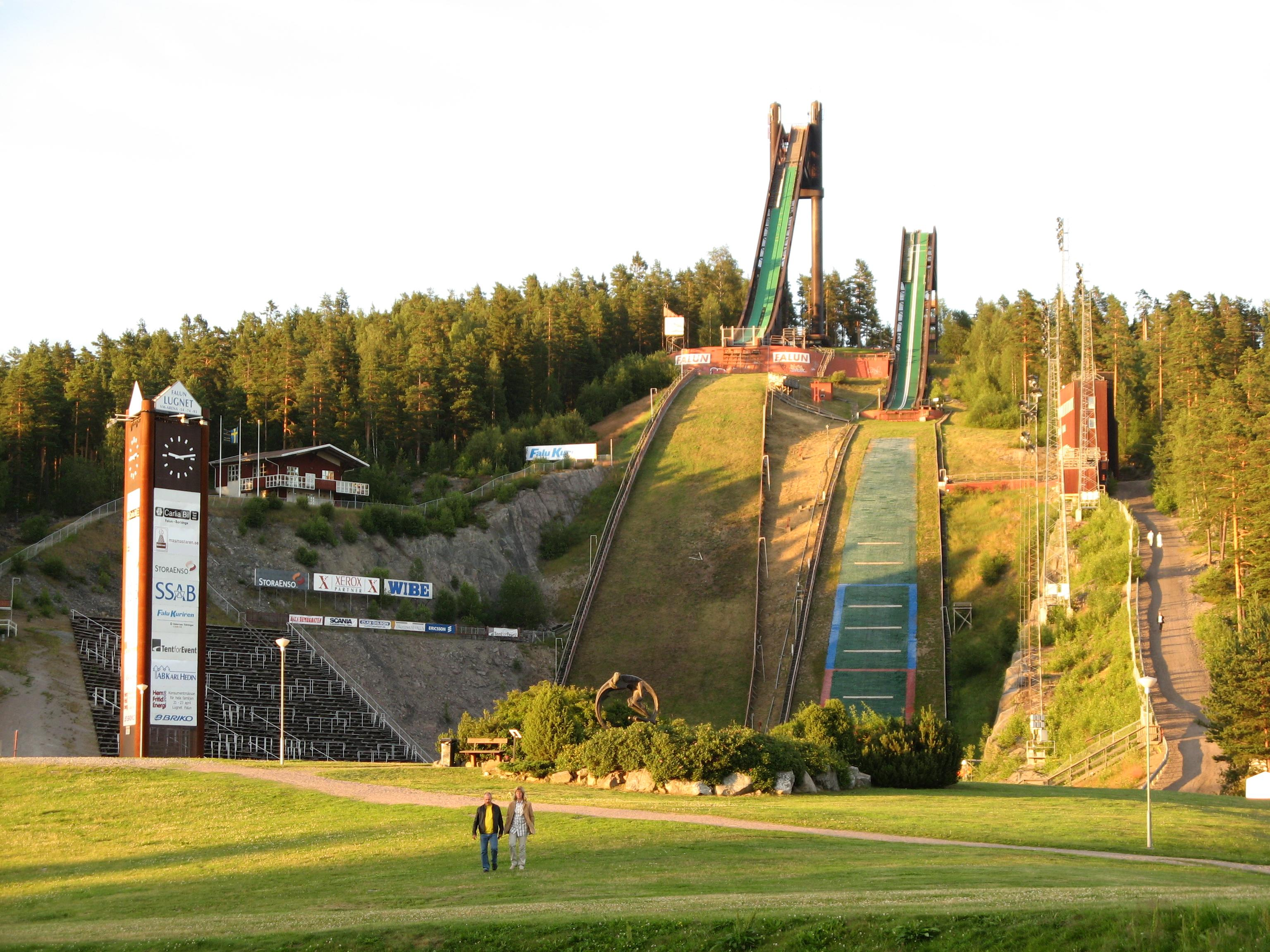
Riksskidstadion i Falun, 2007.

Backhoppningen spreds från Norge till Sverige via norska soldater, förlagda till Stockholm på 1880-talet. Djurgårdens IF blev den första backhopparklubben och tillhörde de bästa under många decennier. 

## Historik

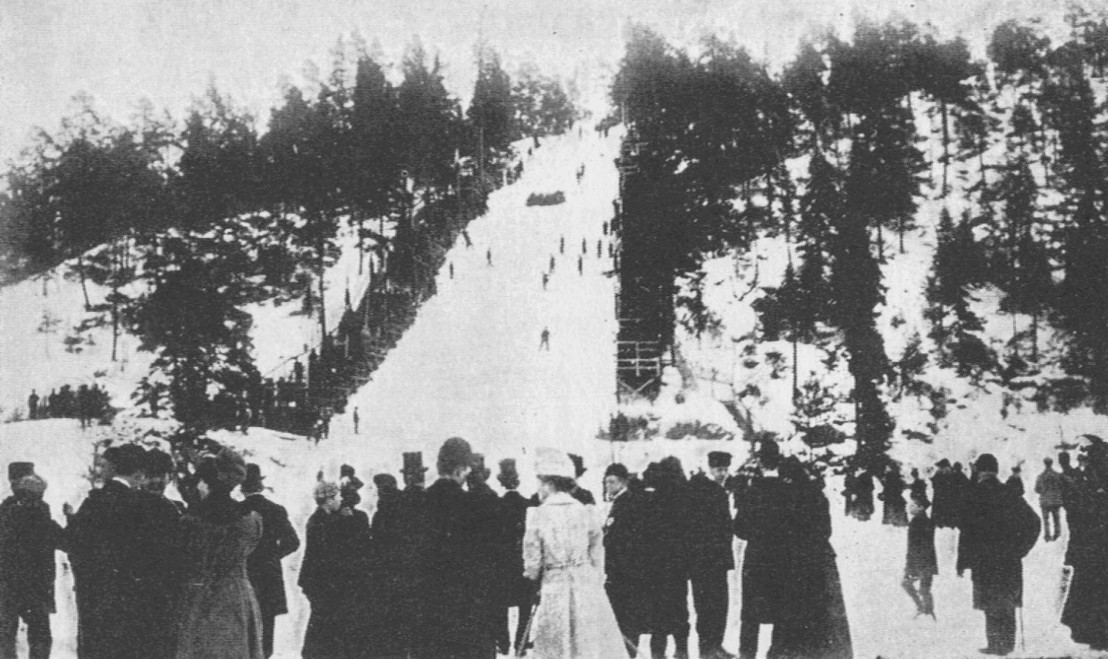
Saltsjöbadens hoppbacke 1910.

Redan 1895 invigdes Saltsjöbadens hoppbacke som hade tagits fram i samarbete med Djurgårdens IF. På 1930-talet räknades Saltsjöbadens hoppbacke till en av Sveriges bästa. Det sista backrekordet i Saltsjöbaden hade Holger Schön som 1931 hoppade 46,5 meter.
Under 1950-talet fanns cirka 150 backar runt om i landet och Sverige hade under 1950- och 60-talen medaljörer i OS och VM. Från 1970-talet har antalet backar kraftigt minskat och sportens utbredning likaså. Vid mitten av 1980-talet fanns i Sverige ett 60-tal hoppbackar som var möjliga att använda, att jämföra med Norge som vid samma tidpunkt hade omkring 1 200 fungerande hoppbackar. Under 1980-talets början upplevde sporten en renässans. Hoppare från bland annat Bollnäs GoIF och Ljusdals SK dominerade ungdomsklasserna. Bland dessa kan nämnas från Bollnäs Per-Inge Tällberg och Staffan Tällberg samt Tomas Nordgren. 
Andra framstående klubbar har varit Friska Viljor (Örnsköldsvik), Holmens IF (Falun), Husums IF samt Nedansjö IK. Trots dessas och Jan Boklövs framgångar under senare delen 1980-talet och början av 1990-talet blev backhoppningstrenden kortlivad. De klubbar var aktiva 2010 var IF Friska Viljor, Sollefteå GIF, Holmens IF, Fagersta BHK, Sollentuna BHK samt Hede BHK. Samtliga dessa klubbar nyrekryterar och bedriver ungdomsträning. Aktiva elithoppare 2010 var Sebastian Ekman och Fredrik Balkåsen Holmens IF, Isak Grimholm, Carl Nordin, Niklas Eriksson, Jesper Daun, Pär Svensson m.fl för IF Friska Viljor, Josef Larsson för Sollefteå, Erik Eghammar och Simon Eriksson, Sollentuna BHK.[källa behövs]
Aktiva 2021 som tävlar internationellt är Frida Westman, Astrid Norstedt och Jonathan Swedberg.

## Kvinnor och backhoppning
Den första kända svenska kvinnliga backhopparen hette Sigrid Wiking-Olsson. Som femtonåring deltog hon i en backhoppningstävling som arrangerades vid Fiskartorpsbacken i Stockholm, vintern 1908. Hennes deltagande dokumenterades av tidskriften Sport im Bild 1909.
Damernas organiserade backhoppande var länge kraftigt begränsat. Första gången som kvinnor fick delta i i denna gren i olympiska spelen var vid olympiska vinterspelen 2014 i Sotji, där tyskan Carina Vogt segrade. Herrar och damer har tidigare[när?] tävlat i samma klasser i backhoppning. Den kanske enda framgångsrika kvinnliga backhopparen i Sverige under den tiden[när?] var Carina Norén som var konkurrenskraftig upp till junioråldern, men som senare lade av.

## Hoppbackar i Sverige
De större hoppbackarna i Sverige är belägna i Bollnäs, Falun, Sollefteå, Örnsköldsvik, Gällivare och Hede. Dessa sex orter har alla en K-90-backe. Den enda backen som kvalificerar sig för klassen Stor backe, är den så kallade K-115 meters backen i Falun byggdes inför VM 1974.
| Distrikt            | Backens namn            | Backens ort   | Backens område   | Byggår  | Ombygg/ren.      | Allm kondition | K-punkt     | Backrekord    | Typ av avsats            | Plastbelagd        | Lift     | Belysn. | Certifikat | Utfärdat | Gäller t o m | Övrigt                                 |
| ------------------- | ----------------------- | ------------- | ---------------- | ------- | ---------------- | -------------- | ----------- | ------------- | ------------------------ | ------------------ | -------- | ------- | ---------- | -------- | ------------ | -------------------------------------- |
| Dalarna             | Riksskidstadion, Falun  | Falun         | Lugnet           | 1972    | 2014             | God            | K 115       | 128 m         | Happletrappa             | Nej                | Ja       | Ja      | 144/SWE 9  | 20060414 | 20071231     | HS125                                  |
| Dalarna             | Riksskidstadion, Falun  | Falun         | Lugnet           | 1972    | 2014             | God            | K 90        | 105 m         | Happletrappa             | 1990               | Ja       | Ja      | 143/SWE 8  | 20060414 | 20071231     | HS98                                   |
| Dalarna             | Riksskidstadion, Falun  | Falun         | Lugnet           | 2016    |                  | God            | K8          |               |                          |                    |          |         |            |          |              |                                        |
| Dalarna             | Riksskidstadion, Falun  | Falun         | Lugnet           | 2016    |                  | God            | K15         |               |                          |                    |          |         |            |          |              |                                        |
| Dalarna             | Kvarnberget             | Falun         | Kvarnberget      | 1968    | 1999             | Riven 2014     | K 47        | 46 m          | Avsatser                 | 1985               | Nej      | Jan     | Nej        |          |              |                                        |
| Dalarna             | Kvarnberget             | Falun         | Kvarnberget      | 1980    | 1999             | Riven 2014     | K 30        | 32 m          | Avsatser                 | 1985               | Nej      | Ja      | Nej        |          |              |                                        |
| Dalarna             | Kvarnberget             | Falun         | Kvarnberget      | 1963    | 1998             | Riven 2014     | K 15        | 18 m          | Avsatser                 | 1986               | Nej      | Ja      | Nej        |          |              |                                        |
| Dalarna             | Kvarnberget             | Falun         | Kvarnberget      | 1963    | 1998             | Riven 2014     | K 8         | 12 m          | Avsatser                 | 1998               | Nej      | Ja      | Nej        |          |              |                                        |
| Dalarna             | Särna Backhopparcentrum | Särna         | Mickeltemplet    | 1994    |                  | Riven 2023     | K 65        |               | Happletrappa             | Nej                | Ja       | Ja      | Nej        |          |              | Önskas: pistmaskin, certifikat, plast  |
| Dalarna             | Särna Backhopparcentrum | Särna         | Mickeltemplet    | 1994    |                  | Riven 2023     | K 35        |               | Happletrappa             | Nej                | Ja       | Ja      | Nej        |          |              |                                        |
| Dalarna             | Särna Backhopparcentrum | Särna         | Mickeltemplet    | 1994    |                  | Riven 2023     | K 20        |               | Happletrappa             | Nej                |          | Ja      | Nej        |          |              |                                        |
| Dalarna             | Särna Backhopparcentrum | Särna         | Mickeltemplet    | 1994    |                  | Riven 2023     | K 15        |               | Happletrappa             | Nej                |          | Ja      | Nej        |          |              |                                        |
| Dalarna             | Särna Backhopparcentrum | Särna         | Mickeltemplet    | 1994    |                  | Riven 2023     | K 5         |               | Avsats                   | Nej                |          | Ja      | Nej        |          |              | Plast                                  |
| Göteborg            | Delsjön                 | Göteborg      |                  | 1938    | 1992             | God            | K 30        | 30,5 m        | 8 avsatser               | Ja                 | Nej      | Ja      | Ja         |          |              |                                        |
| Göteborg            | Delsjön                 | Göteborg      |                  | 1938    | 1992             | God            | K 15        | 16,5 m        | Naturbacke               | Ja                 | Nej      | Ja      | Ja         |          |              |                                        |
| Göteborg            | Bragebacken             | Göteborg      | Slottsskogen     | 1901    |                  | Dålig          | K 30        | 33,5 m        | Avsats                   |                    |          |         | Ja         |          |              |                                        |
| Göteborg            | Hindåsbacken            | Hindås        |                  | 1932    | 1963-75          | Mindre god     | K 45        | 48,5 m        | Avsats                   | Överb. -67         | Nej      | Ja      | Nej        |          |              | Privatägd, betongkonstruktion          |
| Hälsingland         | Bolleberget             | Bollnäs       | Bolleberget      | 1987    | 1995             | Obrukbar       | K 90        | 97 m          | Happletrappa             |                    | Ja       | Ja      | 278/SWE 13 | 951122   | 2000-12-31   | Renovering kostnadsberäkn. 900.000:-   |
| Hälsingland         | Bolleberget             | Bollnäs       | Bolleberget      | 1990    | Nej              | Dålig          | K 20        | 18 m          |                          | Nej                | Nej      |         |            |          |              | Snökanon                               |
| Hälsingland         | Bolleberget             | Bollnäs       | Bolleberget      | 1964    | Nej              | Dålig          | K 40        | 43,5 m        |                          | Nej                | Ja       |         |            |          |              | Snökanon                               |
| Hälsingland         | Bolleberget             | Bollnäs       | Bolleberget      | 1964    | Nej              | Dålig          | K 60        | 62,5 m        | Avsatser                 | Nej                | Ja       |         |            |          |              | Snökanon                               |
| Jämtland-Härjedalen | Hedebacken              | Hede          | Åsen             | 1997    |                  | God            | K 90        | 106 m         | Happletrappa             |                    | Delvis   | Ja      | Ja         | 981201   | 20031231     |                                        |
| Jämtland-Härjedalen | Hedebacken              | Hede          | Åsen             | 1965    | 1991             | God            | K 45        | 46,5 m        | Happle, avsats           | Nej                | Ja       | Ja      |            |          |              |                                        |
| Jämtland-Härjedalen | Hedebacken              | Hede          | Åsen             | 1965    | 1991             | God            | K 25        | 26 m          | Happle, avsats           | Nej                | Ja       | Ja      |            |          |              |                                        |
| Jämtland-Härjedalen | Hedebacken              | Hede          | Åsen             | 1965    | 1991             | God            | K 15        | 16,5 m        | Happle, avsats           | Nej                | Ja       | Ja      |            |          |              |                                        |
| Jämtland-Härjedalen | Lövstabacken            | Frösön        |                  | 1958    | Nej              | Mindre god     | K 40,4      | 46 m          | 2 avsatser               | Nej                | Nej      | Ja      |            | 1958     |              |                                        |
| Jämtland-Härjedalen | Lill-Lövsta             | Frösön        |                  | 1962    | Nej              | Mindre god     | K 29,5      | 29,5 m        | Avsatser                 | Nej                | Nej      | Ja      |            | 1962     |              |                                        |
| Medelpad            | Sidsjö                  | Sundsvall     |                  | 1994    |                  | God            | K 8         | 7 m           | 2 avsatser               |                    | Nej      | Ja      | Nej        |          |              | Förbättra stupet                       |
| Medelpad            | Sidsjö                  | Sundsvall     |                  | 1994    |                  | God            | K 15        | 16 m          |                          |                    | Nej      | Ja      | Nej        |          |              | Förbättra stup, dränering              |
| Medelpad            | Sidsjö                  | Sundsvall     |                  | 1993    |                  | God            | K 22        | 24 m          |                          |                    | Nej      | Ja      | Nej        |          |              | Förbättra stup och dränera underbacken |
| Medelpad            | Sidsjö                  | Sundsvall     |                  | 1993    |                  | God            | K 30        | 30,5 m        | Happletrappa             |                    | Nej      | Ja      | Nej        |          |              | Förbättra stup                         |
| Medelpad            | Gumsekullen             | Kvissleby     |                  | 1970    | Nej              | Mindre god     | K 18        | 20 m          | 2 avsatser               | Nej                | Nej      | Ja      |            |          |              | Planeras till K 25                     |
| Medelpad            | Gumsekullen             | Kvissleby     |                  | 1991    | Nej              | God            | K 10        | 10,5 m        |                          | Nej                | Nej      | Ja      |            |          |              |                                        |
| Medelpad            | Gumsekullen             | Kvissleby     |                  | 1991    | Nej              | God            | K 5         | 5,5 m         |                          | Nej                | Nej      | Ja      |            |          |              |                                        |
| Medelpad            | Gumsekullen             | Kvissleby     |                  | 1989    | Nej              | God            | K 68        | 68 m          | Happletrappa             | Nej                | Nej      | Ja      |            |          |              |                                        |
| Medelpad            | Gumsekullen             | Kvissleby     |                  | 1970    | Nej              | Mindre god     | K 30        | 31 m          |                          | Nej                | Nej      | Ja      |            |          |              | Planeras till K 40                     |
| Norrbotten          | Dundretkullen           | Gällivare     |                  | 1990    | Nej              | Dålig          | K 90        | 93,5 m        | Happletrappa             | Nej                | Ja       | Ja      |            |          |              | Behov av vindskydd                     |
| Norrbotten          | Frejabacken             | Koskullskulle |                  | 1970    | Nej              | Riven 2017     | K 10        |               | Avsatser                 | Nej                | Nej      | Ja      |            |          |              |                                        |
| Norrbotten          | Frejabacken             | Koskullskulle |                  | 1970    | 1985, 1990       | Riven 2017     | K 30        |               | Happle, avsats           | Nej                | Ja       | Ja      |            |          |              | Skall bygga helt ny K 18               |
| Norrbotten          | Frejabacken             | Koskullskulle |                  | 1929    | 1976             | Riven 2017     | K 45        | 48 m          | Happle, avsats           | Nej                | Ja       | Ja      |            |          |              | Lift till stupkanten                   |
| Norrbotten          | Tallbacken              | Malmberget    |                  | 1991    | Nej              | God            | K 10-12     | ej hoppat     | Avsats                   | Nej                | Nej      | Ja      |            |          |              | Invigning -92                          |
| Norrbotten          | Svanstein               | Svanstein     |                  | 1957    | 1974             | Mindre god     | K 60        | 64 m          | 6 avsatser, Happle       | Nej                | Ja       | Ja      |            |          |              |                                        |
| Norrbotten          | Svanstein               | Svanstein     |                  | 1965    | 1974, 1991       | God            | K 37        |               | 4 avsatser               | Nej                | Ja       | Ja      |            |          |              |                                        |
| Norrbotten          | Svanstein               | Svanstein     |                  | 1974    | Nej              | God            | K 20        |               | 2 avsatser               | Nej                | Ja       | Ja      |            |          |              |                                        |
| Norrbotten          | Svanstein               | Svanstein     |                  | 1974    | Nej              | God            | K 13        |               | 1 avsats                 | Nej                | Ja       | Ja      |            |          |              |                                        |
| Stockholm           | Sollenkollen            | Sollentuna    |                  | 1970    | 1988-92          | God            | K 35        | 30 m          | Avsatser                 | Nej                | Nej      | Ja      |            |          |              | Behov av skoter, plats, lift           |
| Stockholm           | Sollenkollen            | Sollentuna    |                  | 1970    | 1990             | God            | K 23        | 20 m          | Happletrappa             | Ja                 | Nej      | Ja      |            |          |              | Behov av lift, skoter                  |
| Stockholm           | Sollenkollen            | Sollentuna    |                  | 1986    | 1988-92          | God            | K 12        | 12,5 m        | Happletrappa             | Ja                 | Nej      | Ja      |            |          |              | Behov av plastspår                     |
| Värmland            | Sysslebäcksbacken       | Sysslebäck    | Skidstadion Cuba | 1995    | 1997             | God            | K 30        | 31,5 m        | Happletrappa m bommar    | Ja -97             | Släplift | Ja      | Ja         | 1995     |              |                                        |
| Värmland            | Sysslebäcksbacken       | Sysslebäck    | Skidstadion Cuba | 1990    | 1998             | God            | K 15        | 14 m          | Happletrappa m bommar    |                    | Släplift | Ja      |            |          |              |                                        |
| Värmland            | Falleberget             | Arvika        | Falleberget      |         | 1974             | Mindre god     | K 40        | 43 m          | Avsats                   |                    |          | Ja      |            |          |              |                                        |
| Värmland            | Falleberget             | Arvika        | Falleberget      |         | 1974             | Mindre god     | K 12        |               | Happletrapa              |                    |          |         |            |          |              |                                        |
| Värmland            | Jofjells backar         | Kil           | Fryksta          | 1994-95 |                  | Mindre god     | K 45        | Ingen tävling | Happletrappa             |                    | Ingen    | Ja      |            |          |              |                                        |
| Värmland            | Jofjells backar         | Kil           | Fryksta          | 1983    | 1998             | God            | K 23        | 22 m          | Avsatser                 |                    | Ja       | Ja      |            |          |              | K ändrad från 20 till 23               |
| Värmland            | Jofjells backar         | Kil           | Fryksta          | 1998-99 | 1999             |                | K 15        |               | Skall bli Happletrappa   |                    | Ja       | Nej     |            |          |              |                                        |
| Värmland            | Jofjells backar         | Kil           | Fryksta          | 1998-99 |                  |                | K 8         |               | Skall bli Happletrappa   | Plast/spår i lager | Ja       | Nej     |            |          |              |                                        |
| Västerbotten        | Himlabacken             | Lycksele      |                  | 1968    | Nej              | Riven          | K 76        | 76,5 m        |                          | Nej                | Nej      | Ja      | 1976-81    |          |              |                                        |
| Västergötland       | Björbobacke             | Borås         |                  | 1972    | 1989             | God            | K 16        | 16 m          | 2 avsatser               | Dålig              | Nej      | Ja      |            |          |              | Behov av ny plast                      |
| Västergötland       | Björbobacke             | Borås         |                  | 1980    | 1992             | Mindre bra     | K 56        | 58 m          | Katabult                 | 1980               | Ja       | Ja      |            |          |              |                                        |
| Västergötland       | Björbobacke             | Borås         |                  | 1972    | 1992             | God            | K 25        | 24 m          | Happletrappa             | Dålig              | Nej      | Jan     |            |          |              | Behov av ny plast                      |
| Västergötland       | Björndalsbacken         | Trollhättan   |                  | 1979    | Nej              | Riven          | K 33        | 35, 5 m       |                          |                    |          |         |            |          |              |                                        |
| Västergötland       | Björndalsbacken         | Trollhättan   |                  | 1990    | Nej              | Riven          | K 15        | 16 m          |                          |                    |          |         |            |          |              |                                        |
| Västergötland       | Björndalsbacken         | Trollhättan   |                  | 1989    | Nej              | Riven          | K 76        | 6 m           |                          |                    |          |         |            |          |              |                                        |
| Västmanland         | Götlundabacken          | Skidstadion   | Elljusbanan      | 1992    |                  | God            | K 13        | 13,5 m        | Avsats                   | 1992               | Nej      | Ja      |            |          |              | Överbacken poslin-spår                 |
| Västmanland         | Götlundabacken          | Skidstadion   | Elljusbanan      |         |                  |                | K 5 (plast) |               |                          |                    |          |         |            |          |              |                                        |
| Västmanland         | Högbyn                  | Fagersta      |                  | 1990    | 97-98            | God            | K 5-35      |               | Happletrappa             | Delvis K 5, K 15   | Ja       | Ja      | Nej        |          |              |                                        |
| Västmanland         | Björnöbacken            | Västerås      |                  | 1960    | Nej              | Riven          | K 18        | 25,5 m        | Happletrappa             | Nej                | Nej      | Ja      |            |          |              |                                        |
| Ångermanland        | Hallstabacken           | Sollefteå     | Hallstaberget    | 1930-33 | 1960-85          | God            | K 107       | 114,5 m       | Förskjutbar Happletrappa | Nej                | Nej      | Ja      | Ja         |          | 2001         |                                        |
| Ångermanland        | Hallstabacken           | Sollefteå     | Hallstaberget    | 1994    |                  |                | K 80        | 90 m          |                          |                    |          |         |            |          |              |                                        |
| Ångermanland        | Hallstabacken           | Sollefteå     | Hallstaberget    | 1999-00 |                  |                | K 55        |               |                          |                    |          |         |            |          |              |                                        |
| Ångermanland        | Hallstabacken           | Sollefteå     | Hallstaberget    | 1999-00 |                  |                | K 30        |               |                          |                    |          |         |            |          |              |                                        |
| Ångermanland        | Hallstabacken           | Sollefteå     | Hallstaberget    | 1999-00 |                  |                | K 20        |               |                          |                    |          |         |            |          |              |                                        |
| Ångermanland        | Hallstabacken           | Sollefteå     | Hallstaberget    | 1999-00 |                  |                | K 10        |               |                          |                    |          |         |            |          |              |                                        |
| Ångermanland        | Olympiabacken           | Bredbyn       |                  | 1961    | Nej              | Dålig          | K 20        |               |                          | Nej                | Nej      | Ja      |            |          |              | Behov av nytt torn                     |
| Ångermanland        | Olympiabacken           | Bredbyn       |                  | 1961    | Nej              | Mindre God     | K 30        | 34 m          |                          | Nej                | Nej      | Ja      |            |          |              | Ändring av profil                      |
| Ångermanland        | Paradiskullen           | Örnsköldsvik  |                  |         | 1991-92          | God            | K 90        | 91 m          | Happletrappa             | Nej                | Ja       | Ja      | t o m -96  |          |              |                                        |
| Ångermanland        | Paradiskullen           | Örnsköldsvik  |                  | 1960    | 1981, 1989, 1992 | God            | K 65        |               | Happletrappa             | Ja                 | Ja       | Ja      |            |          |              | Behov av ny plast, spel                |
| Ångermanland        | Paradiskullen           | Örnsköldsvik  |                  | 1980    | 1980, 1983, 1989 | God            | K 32        |               | Happletrappa             | Ja                 | Ja       | Ja      |            |          |              | Behov av längre bromspl.               |
| Ångermanland        | Paradiskullen           | Örnsköldsvik  |                  | 1982    | 1989-90          | God            | K 15        |               | Happletrappa             | Ja                 | Nej      | Ja      |            |          |              |                                        |
| Ångermanland        | Paradiskullen           | Örnsköldsvik  |                  | 1987    |                  | God            | K 7         |               | 2 avsatser               | Nej                | Nej      | Ja      |            |          |              |                                        |
| Ångermanland        | Idbybacken              | Idbyn         |                  | 1989    |                  | God            | K 8         |               |                          | Nej                | Nej      | Ja      |            |          |              |                                        |
| Ångermanland        | Husumsbacken            | Husum         |                  | 1959    | 1975             | God            | K 28        | 32 m          | 1 avsats                 | Nej                | Ja       | Ja      |            |          |              |                                        |
| Ångermanland        | Husumsbacken            | Husum         |                  | 1975    |                  | God            | K 19        |               |                          | Nej                | Ja       | Ja      |            |          |              |                                        |
| Ångermanland        | Husumsbacken            | Husum         |                  |         |                  | God            | K 10        |               |                          | Nej                | Ja       | Ja      |            |          |              |                                        |
| Ångermanland        | Husumsbacken            | Husum         |                  |         |                  | God            | K 5         |               |                          | Nej                | Ja       | Ja      |            |          |              |                                        |

## Svenska framgångar

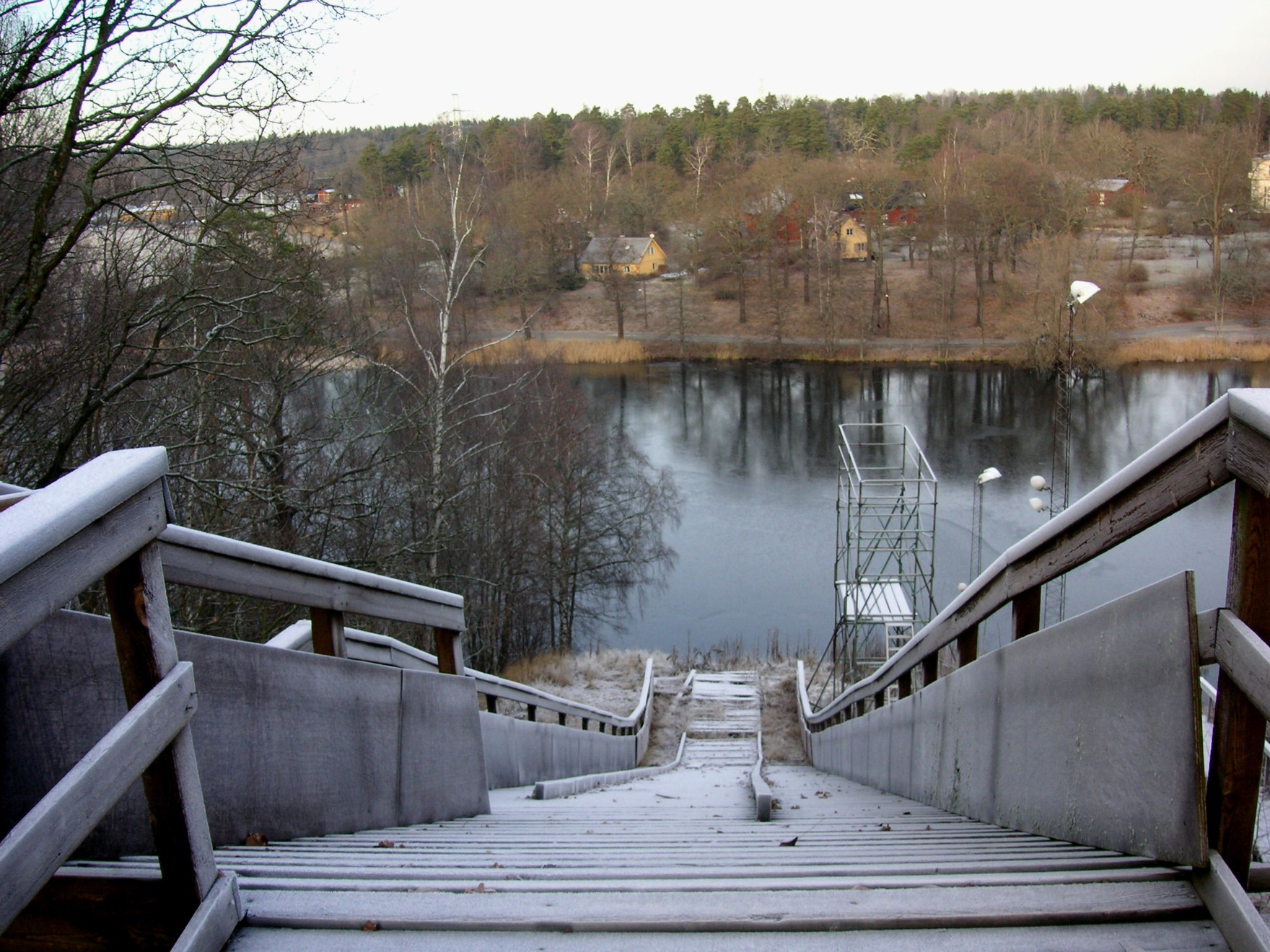
Hoppbacken "självmördaren" Fiskartorp på Norra Djurgården i Stockholm.

Av svenska backhopparframgångar märks bland annat: 
- Tore Edman: Guld i världsmästerskapen 1927 i Cortina d'Ampezzo
- Sven Selånger: Silver i backhoppning vid Olympiska vinterspelen 1936 i Garmisch-Partenkirchen
- Dan Netzell: Världsrekord 135 m 1950 Världsrekordhållare genom tiderna i Oberstdorf[död länk]
- Bengt "Silver-Bengt" Eriksson: Silver i Nordisk kombination vid Olympiska vinterspelen i Cortina 1956
- Kjell Sjöberg, Brons i stora backen under Världsmästerskapen i Oslo 1966, femte plats i normalbacken i OS i Innsbruck 1964.
- Rolf Nordgren: 13:e plats i normalbacken och 19:e plats i stora backen vid VM på skidor i Falun 1974. 11:e plats i både normal- och stor backe i Olympiska vinterspelen 1972 i Sapporo
- Jan Boklöv: Segrare i totala världscupen 1988/1989. Känd som backhopparen som introducerade V-stilen i 1985.
- Karl-Erik Johansson, IF Örnen, 5:e plats i normalbacken och 20:e plats i stora backen i världsmesterskapen 1970 i Štrbské Pleso
- Helena Olsson Smeby, Svensk mästare 1997, 1998, 1999, 2000, 2001, 2002, 2003. Norsk mästare i plastbacke 2006
- Johan Erikson, Flera topp-20 placeringar i världscupen 2003-04
- Kurt Elimä, Svensk mästare 1963–1965, 1967 och 1969. Han slutade sjua i de individuella tävlingarna i liten backe vid olympiska spelen 1964 i Innsbruck
- Staffan Tällberg. Vann en delseger i världscupen, i skidflygningsbacken Letalnica i Planica i Slovenien 23 mars 1991. Plats 12 sammanlagt i världscupen säsongerna 1987/1988 och 1990/1991. Sexa i backhopparveckan 1987/1988. Silvermedaljör i Garmisch-Partenkirchen nyårsdagen 1988. Tvåa i junior-VM 1988, trea i junior-VM 1989.
- Isak Grimholm, svenskt rekord i skidflygning i Planica 2007 med 207,5 meter.
- Frida Westman, pallplatsen i världscupen 6 november 2022. Första svenska kvinna att delta i backhoppning i OS (Olympiska vinterspelen 2022).